# Confluence (Pennsylvania)
Confluence è un comune (borough) degli Stati Uniti d'America, situato nello stato della Pennsylvania, nella contea di Somerset.